# Annona pavonii
Annona pavonii este o specie de plante angiosperme din genul Annona, familia Annonaceae, descrisă de George Don jr. Conform Catalogue of Life specia Annona pavonii nu are subspecii cunoscute.